# لکورو

لکورو شهری در شهرستان سولنزو در استان بانوا در بورکینافاسوی غربی است و جمعیت آن ۱,۶۶۸ نفر است.